# Cantone di Chantelle
Il Cantone di Chantelle era una divisione amministrativa dell'arrondissement di Moulins.
A seguito della riforma approvata con decreto del 27 febbraio 2014, che ha avuto attuazione dopo le elezioni dipartimentali del 2015, è stato soppresso.

## Composizione
Comprendeva 15 comuni:
- Barberier
- Chantelle
- Chareil-Cintrat
- Charroux
- Chezelle
- Deneuille-lès-Chantelle
- Étroussat
- Fleuriel
- Fourilles
- Monestier
- Saint-Germain-de-Salles
- Target
- Taxat-Senat
- Ussel-d'Allier
- Voussac